# Gravisca
Gravisca (ook bekend als Porto Clementino) is een archeologische zone in de Italiaanse gemeente Tarquinia, in de provincie Viterbo, regio Latium. Gravisca was een bloeiende Etruskische haven gewijd aan de handel met het oostelijk deel van de Middellandse Zee. Later werd het een Romeinse kolonie (181 v. Chr.) tot het verwoest werd door een Germaanse invasie in de 5de eeuw.